# Crypticerya jacobsoni
Crypticerya jacobsoni är en insektsart som först beskrevs av Green 1913.  Crypticerya jacobsoni ingår i släktet Crypticerya och familjen pärlsköldlöss. Inga underarter finns listade i Catalogue of Life.